# Ялмарі Холопайнен
Х'ялмар «Ялмарі» Холопайнен (фін. Hjalmar ”Jalmari” Holopainen; 29 червня 1892, Гельсінкі, Велике князівство Фінляндське, Російська Імперія — 3 квітня 1954, Гельсінкі, Фінляндія) — фінський футболіст, який грав на позиції захисника. Учасник літніх Олімпійських ігор 1912 року.

## Клубна кар'єра
Ялмарі виступав за ГІК з 1908 року і провів у ньому всю свою кар'єру. Він допоміг своїй команді здобути перші п'ять титулів чемпіона Фінляндії в 1911, 1912, 1917 і 1918 роках. 1922 року він завершив свої виступи.

## Міжнародна кар'єра
Дебют Ялмарі за національну збірну Фінляндії відбувся 22 жовтня 1911 року в товариському матчі проти збірної Швеції. Цей матч також вважається першим в історії фінської збірної.
Наступного року захисник був включений до складу на літні Олімпійські ігри 1912 року в Стокгольмі, де він взяв участь у всіх чотирьох матчах своєї збірної, включно з матчем за бронзову медаль проти Нідерландів, який закінчився поразкою 0:9.
Загалом Ялмарі провів шість зустрічей у складі своєї національної команди, які також стали першими шістьма міжнародними матчами збірної Фінляндії.

## Досягнення
- Чемпіон Фінляндії (5): 1911, 1912, 1917, 1918, 1919